# Rua Caetano de Oliveira
A Rua Caetano de Oliveira, também designada  Largo Caetano de Oliveira,  é um arruamento alargado a norte do Passeio Alegre, sendo uma extensão natural dessa praça, dividida pela Avenida Mouzinho de Albuquerque. A origem toponímica do largo é em honra ao presidente da câmara da Póvoa de Varzim no final do século XIX.
É uma zona popular de animação nocturna. Em volta de todo o largo encontram-se vários bares e restaurantes. Durante as festividades do São Pedro, milhares de jovens concentram-se ali anualmente na noite de 28 para 29 de junho.

## História
O Largo Caetano de Oliveira é um dos principais pólos de animação na noite poveira. A popularidade deste espaço sofreu alguns revés em anos recentes, estando agora a recuperar, visto ser um pequeno espaço com um número já significativo de bares. As obras da Avenida Mouzinho de Albuquerque (2006-2008) e a ausência de estacionamento que ali se fazia sentir apenas fez alguns bares outrora populares fecharem as portas. Espaços notórios que ali existiam, na década de 2000, contam-se o Público, o Oito Zero, o Chez Gay, primeiro espaço inteiramente dedicado à comunidade gay e lésbica. O Brisa Mar Café é o que mais tempo se mantém em actividade e o Guima's Bar é um dos espaços mais recentes.

## Morfologia urbana

### Património
- Fachada no n.º 100
- Fachada no n.º 125
- Fachada no n.º 179, 183, 185